# Эйлер, Леонтий Леонтьевич
Леонтий Леонтьевич Эйлер (19 мая 1821 — 1893) — русский вице-адмирал.

## Биография
Леонтий Эйлер родился в семье коллежского советника Леонтия Карловича Эйлера. В возрасте 11 лет, согласно прошению своего отца, зачислен кандидатом для поступления в Морской кадетский корпус.
3 апреля 1835 года Леонтий зачислен в Морской кадетский корпус, который закончил в 1839 году с производством в чин гардемарина. Начал свою действительную службу на знаменитом фрегате «Паллада».

Вместе со мною поступил в экипаж мой товарищ по Корпусу мичман Леонтий Леонтьевич Эйлер, с которым мы остались друзьями до старости. Он был малый добрый, честный, веселый и не глупый.— А. П. Боголюбов
В 1841 году Эйлер был произведен в чин мичмана. В 1842—1844 годах на бриге «Усердие» он участвовал в промерах в финляндских шхерах. В 1845 году на бриге «Парус» крейсировал в Финском заливе. 7 апреля 1846 года произведен в чин лейтенанта. В том же году на пароходофрегате «Храбрый» он ходил между портами Финского залива и совершил плавание в Голландию. В 1848 году на корабле «Вола» Эйлер крейсировал в Балтийском море. 2 ноября 1849 года зачислен в Гвардейский экипаж. 1850-1851 годах на яхте «Дружба» ходил между С.-Петербургом и Кронштадтом. В кампанию 1853 года на корабле «Эмгейтен» крейсировал у Дагерорда. В том же году награжден орденом Св. Анны III степени. 
В 1854 году на корабле «Лефорт» Леонтий Эйлер участвовал в обороне Кронштадта. В следующем году Эйлер командовал винтовой лодкой «Дождь» на рейде Кронштадта.
В 1857 году Эйлер был назначен наблюдающим за строительством в Англии паровой яхты «Стрельна», а затем был назначен её командиром. 30 августа (11 сентября) 1857 года он был награждён орденом Св. Станислава 2-й степени с пожалованием 16 (28) февраля 1860 года императорской короны к нему. 17 (29) апреля 1858 года Леонтий Леонтьевич был произведен в чин капитан-лейтенанта и 29 июня (11 июля) 1858 года награждён бриллиантовым перстнем.
В 1858 году Эйлер был назначен командиром императорской паровой яхты «Александрия», которой командовал 26 лет. 1 января 1864 года он был произведен в чин капитана 2-го ранга. 1 января 1868 года Эйлер был произведен в чин капитана 1-го ранга. В 1875 году пожалован шведским орденом Меча командорского креста II класса.  14 апреля 1878 года Леонтий Леонтьевич был произведен в чин контр-адмирала. 3 июня 1885 года Эйлер был произведен в чин вице-адмирала и уволен от службы по достижении предельного возраста.
Похоронен на Никольском кладбище Александро-Невской лавры.

## Семья
Жена Софья Ивановна Меллер-Закомельская (18.09.1826-5.10.1903). Дети:
- Николай Леонтьевич (1855-1868)
- Софья Леонтьевна (19.04.1857-1.07.1937)
- Александра Леонтьевна (26.12.1859-11.10.1939)
- Леонтий Леонтьевич (1862-1964)
- Яков Леонтьевич (1865/66-1968)